# Nieskórz
Nieskórz – wieś sołecka w Polsce położona w województwie mazowieckim, w powiecie ostrowskim, w gminie Ostrów Mazowiecka.
| SIMC    | Nazwa        | Rodzaj    |
| ------- | ------------ | --------- |
| 0516732 | Murowanka    | część wsi |
| 0516755 | Nitkowiec    | część wsi |
| 0516778 | Podjasienica | część wsi |

W latach 1975–1998 miejscowość administracyjnie należała do województwa ostrołęckiego.
Wierni Kościoła rzymskokatolickiego należą do parafii św. Rocha w Jasienicy.